# Mychonia melanospila
Mychonia melanospila là một loài bướm đêm trong họ Geometridae.